# Masivul Postăvarul
Munții Postăvarul sunt o grupă muntoasă a Carpaților de curbură, aparținând de lanțul muntos al Carpaților Orientali. Cel mai înalt pisc este vârful cu aceeași denumire Vârful Postăvarul (numit popular „Postăvaru”, fără l), având 1800m.  
În Postăvaru există 35 de trasee alpine omologate cu grade diferite de dificultate.

## Galerie imagini

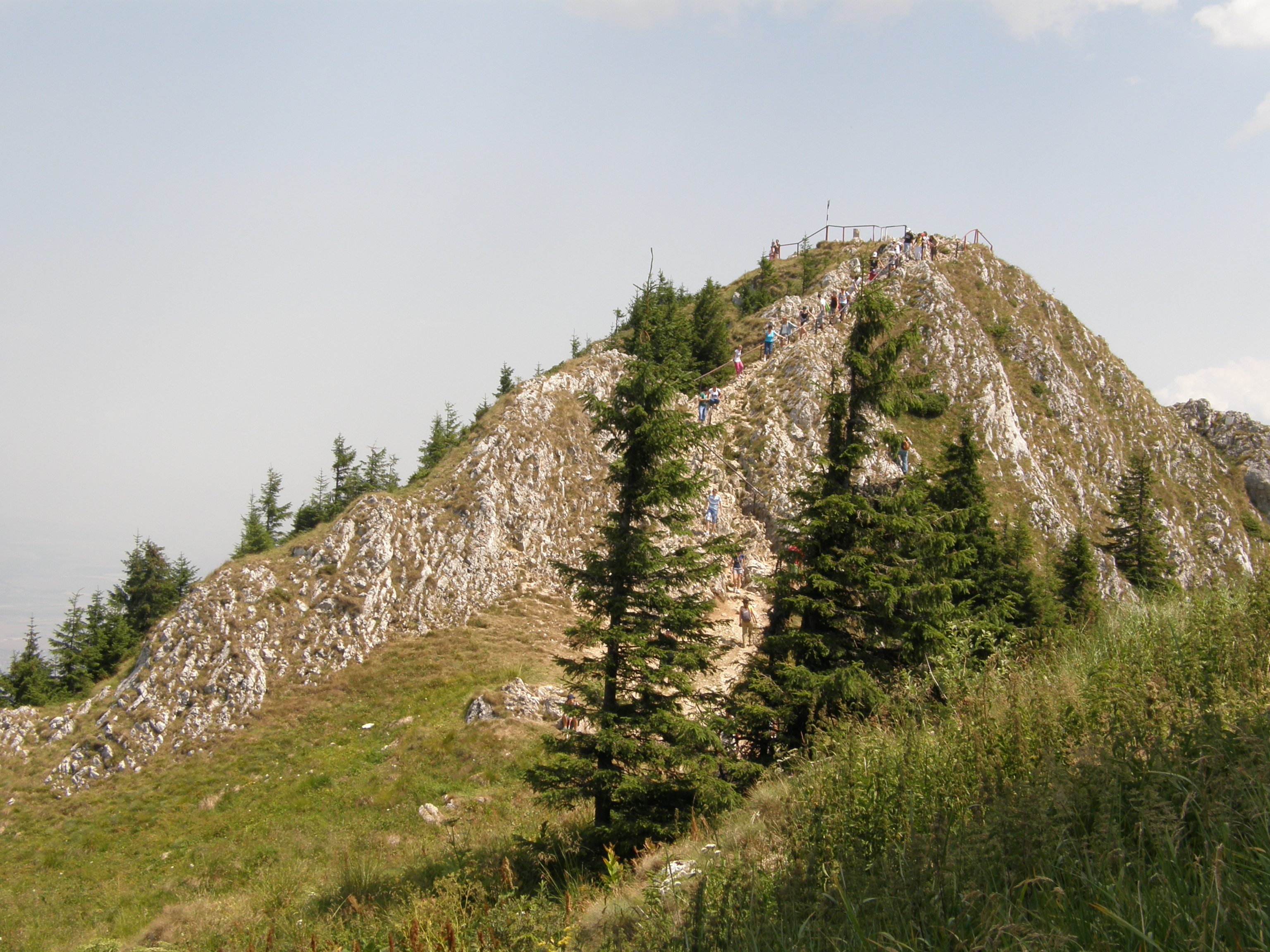
Vârful Postăvaru (1799 m)
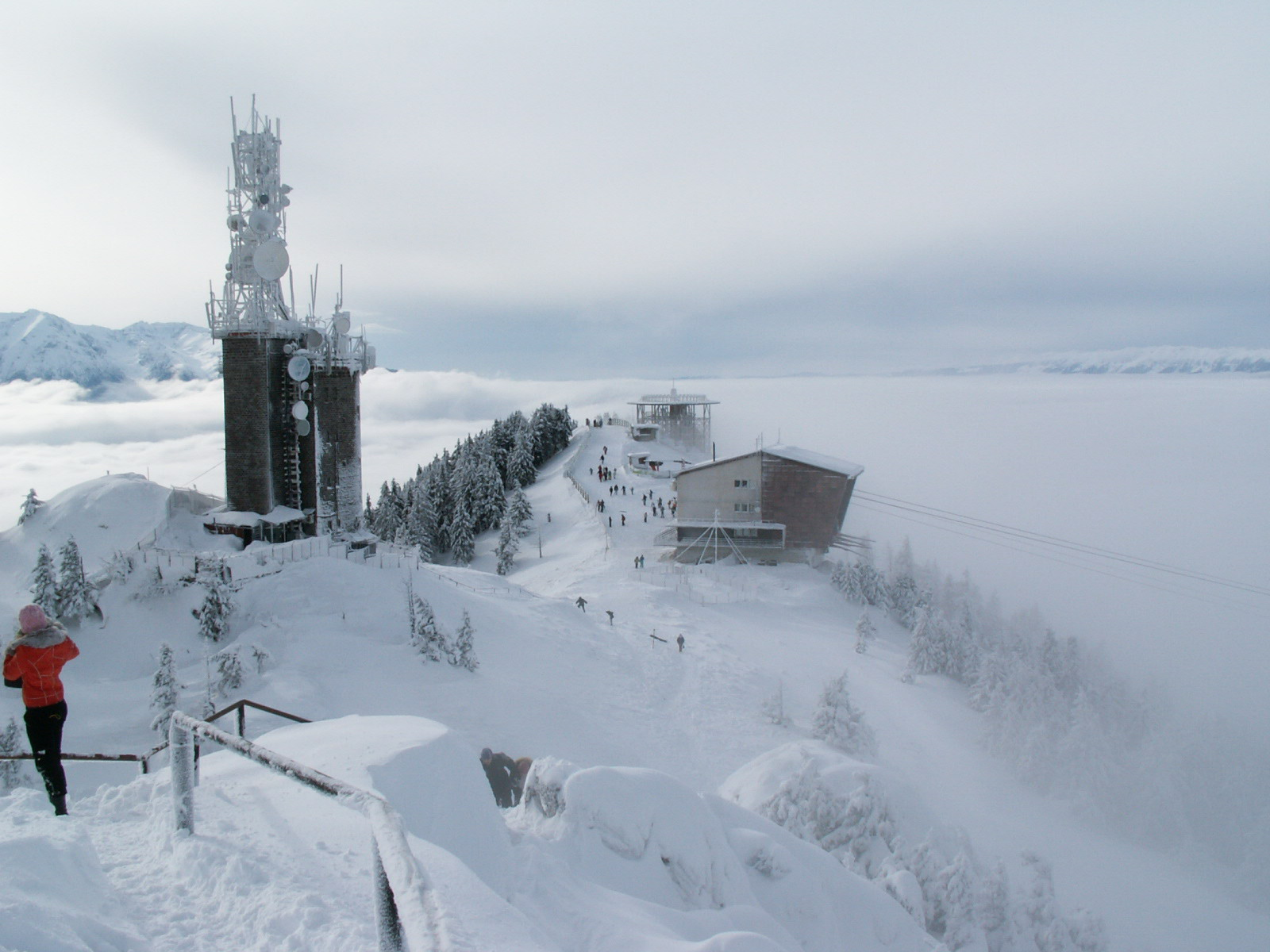
Culmea văzută de pe vârf
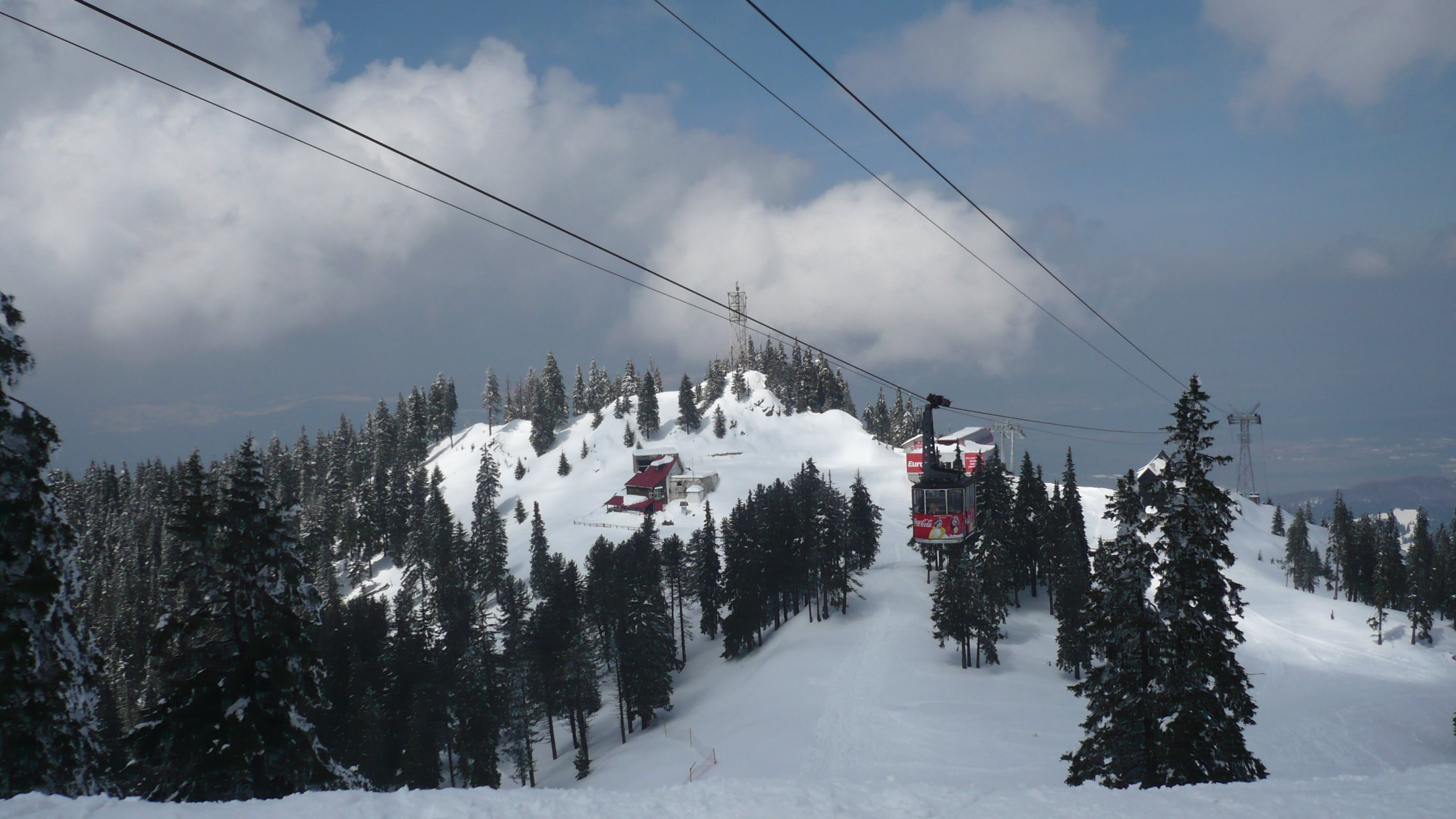
Vârful Cristianul Mare (1750 m)
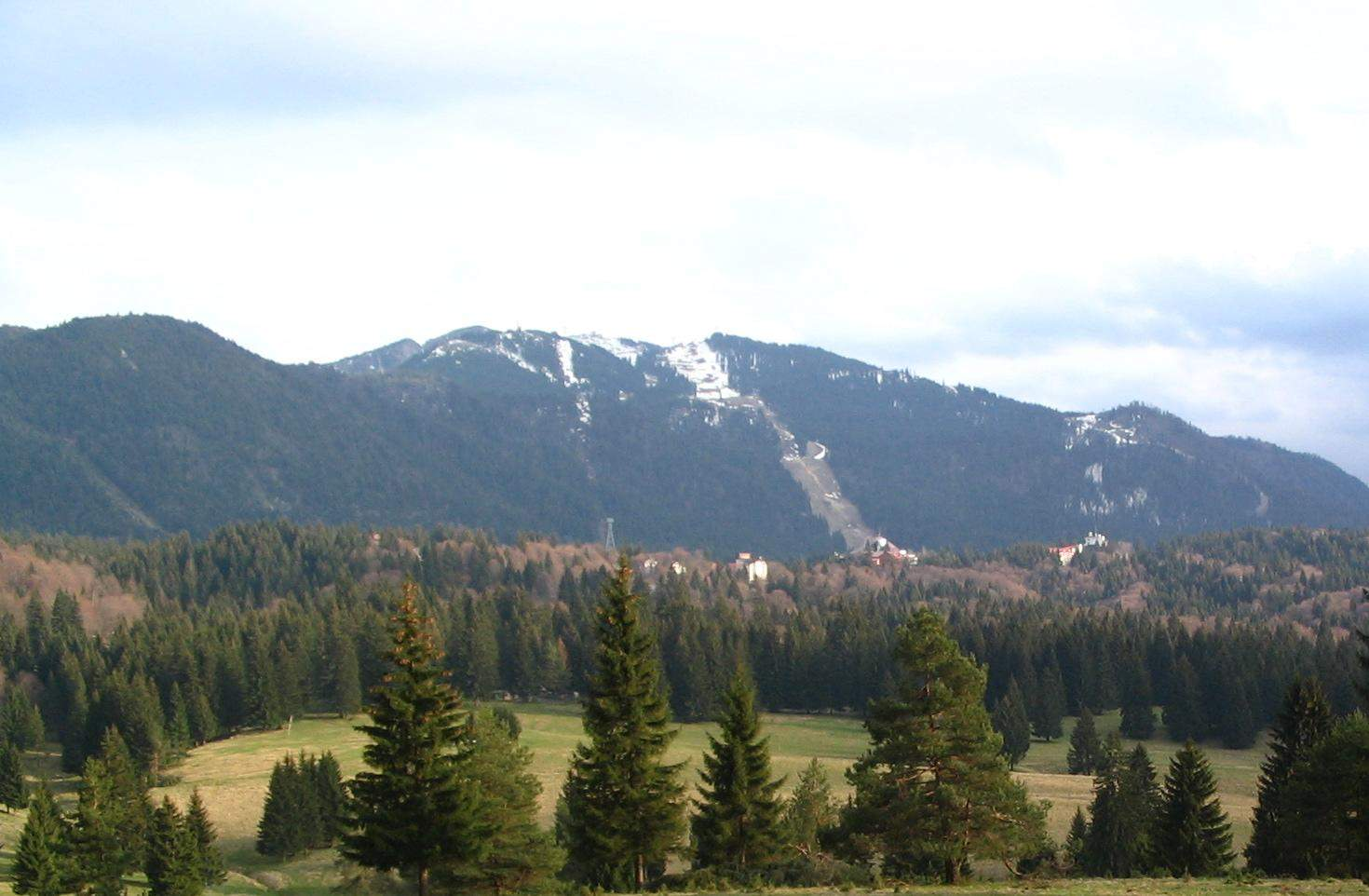
Postăvarul, văzut din Poiana Mare
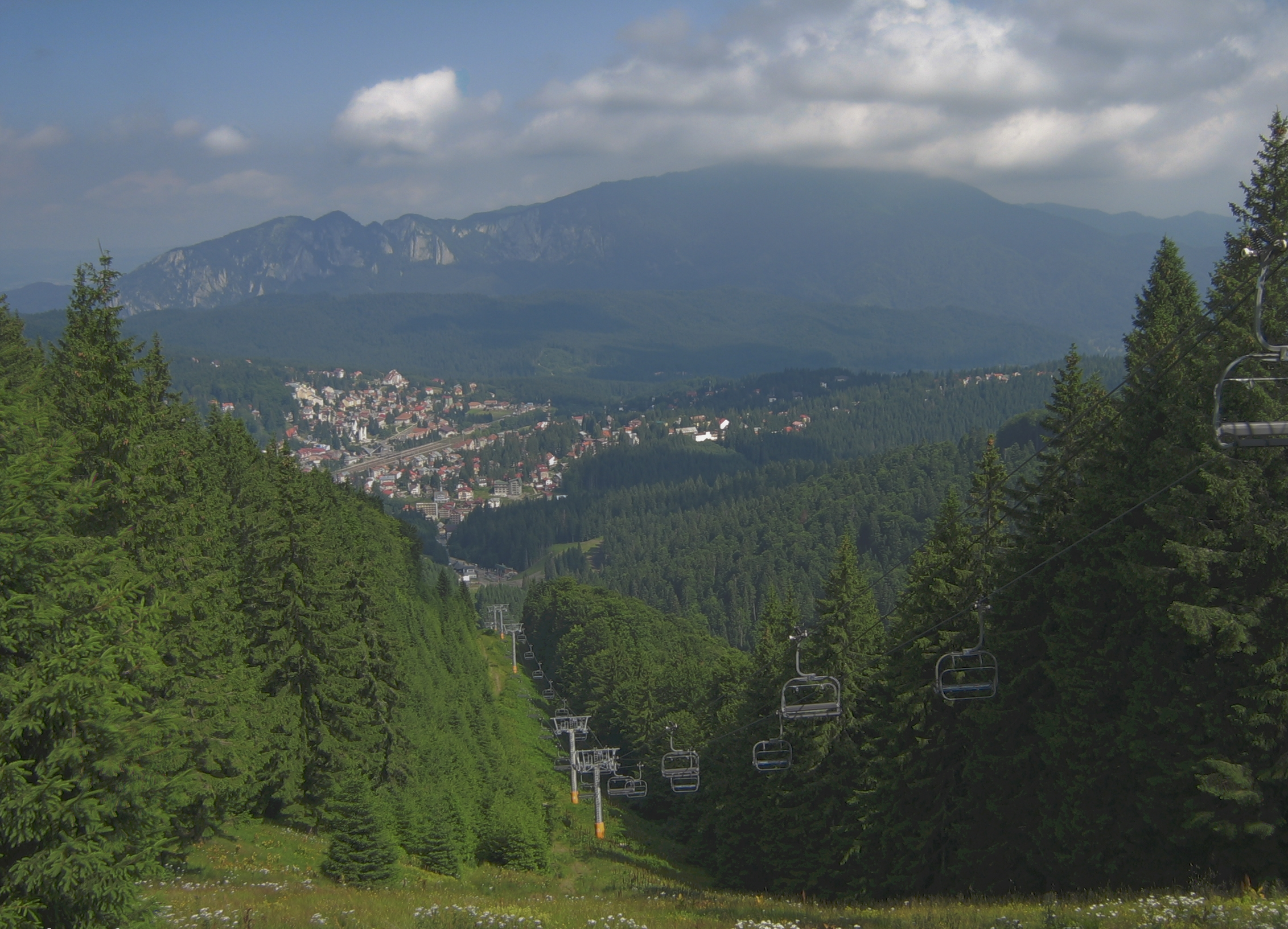
Postăvarul, văzut de pe Clăbucetul Taurului
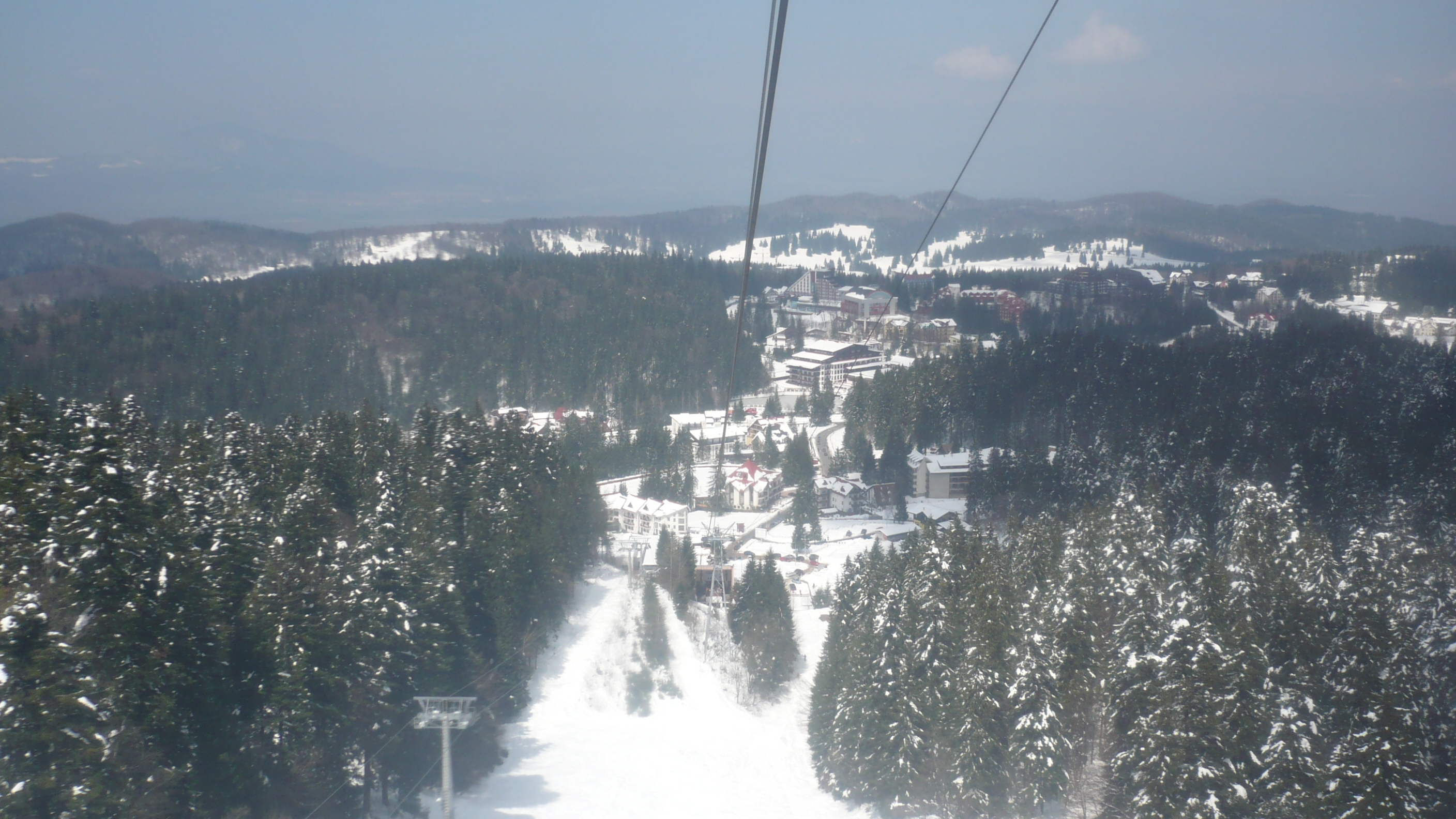
Vedere din telecabină - Poiana Brașov